# Молода
Молода́ (укр. Молода) — гора в Украинских Карпатах, в массиве Горганы, в Калушском районе Ивано-Франковской области, западнее села Осмолода.
Высота 1723,6 м. Юго-восточные и северо-западные склоны горы очень крутые, труднопроходимые. Вершина и привершинный склоны, с каменными осыпищами, местами — криволесье из сосны горной, ниже — лесные массивы.
Северо-восточнее вершины расположена гора Яйко-Перегинское (1595,6 м), на юго-восток (за долиной реки Молода) — вершина Грофа (1748 м).
Ближайший населенный пункт: с. Осмолода.